# Dolaț, Timiș
Dolaț (germană Dolatz, maghiară Dolacz, Doc) este un sat în comuna Livezile din județul Timiș, Banat, România.

## Localizare
Localitatea Dolaț se situează în sud-vestul județului Timiș. Se învecinează la nord cu satul Rudna (aflat la 11,4 km distanță), la nord-est cu Ghilad (9 km), la sud cu Livezile (4,7 km), la vest cu Giera iar la est cu Banloc și Ofsenița (7,6 km).

## Istorie

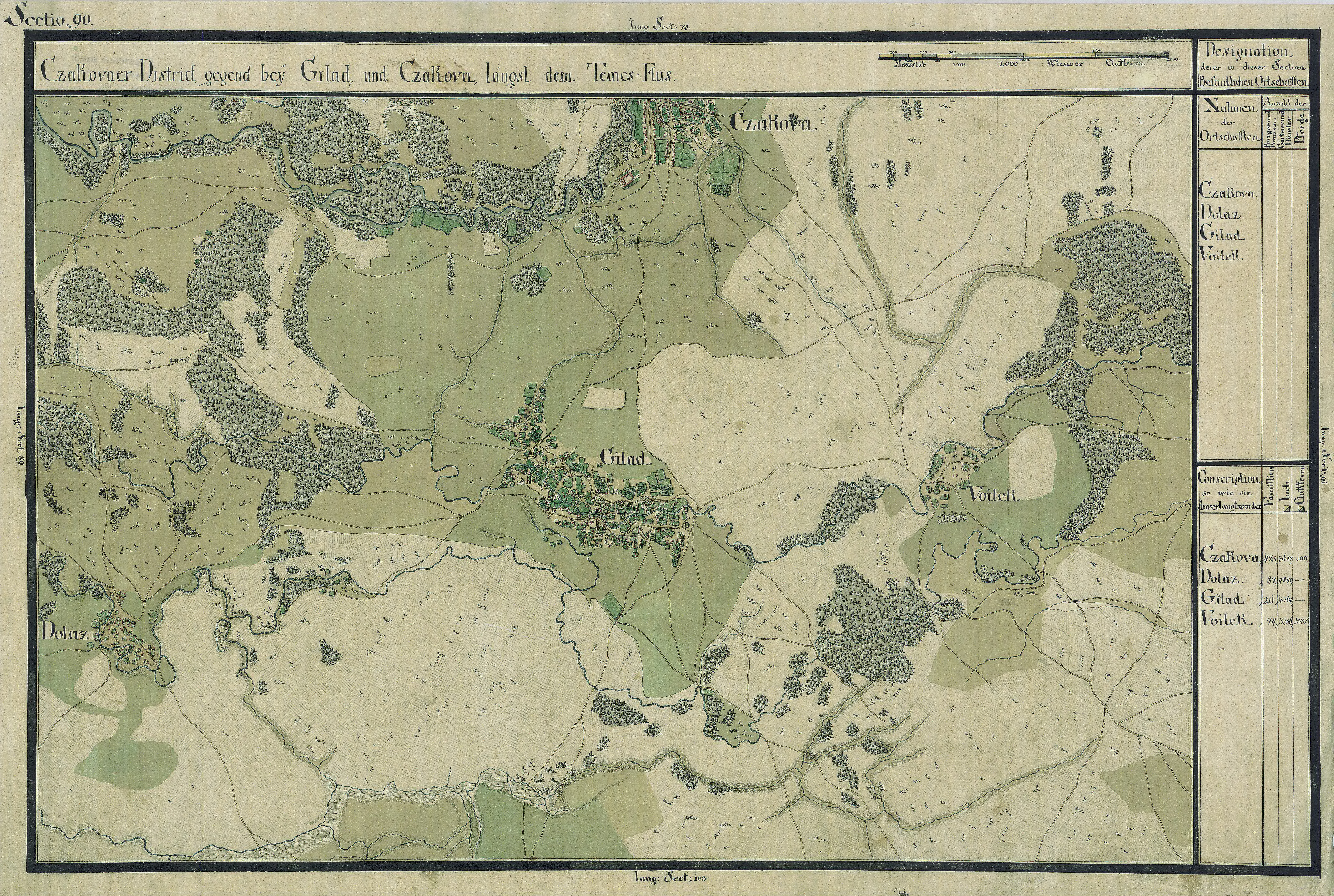
Dolaţ în Harta Iosefină a Banatului, 1769-72

Vechimea satului este dificil de estimat întrucât nu există dovezi concludente asupra perioadei în care s-a înființat localitatea. Prima atestare documentară datează, în schimb, din anul 1332, atunci când o veche monografie vorbește despre o parohie catolică cu numele de Dolch, populată de maghiari. Acești maghiari fie au migrat de pe teritoriul Dolațului, fie au dispărut treptat în timpul perioadei ocupației otomane a Banatului, întrucât la venirea austriecilor în Banat aici locuia deja o comunitate de sârbi. Cel mai probabil aceștia au dat numele așezării de Dolaț, derivat din Dolch, care în limba sârbă desemnează un loc asemnănător unei depresiuni. Sârbii au rămas în Dolaț până în 1812, când, într-un interval de doi ani, au plecat definitiv, stabilindu-se în localitatea numită atunci Ferdinandsdorf din Serbia.
În anul 1811 au început să vină germanii, care la scurt timp i-au înlocuit pe sârbi, întrucât au primit pământuri și au fost încurajați să se stabilească aici. Spre deosebire de primii coloniști germani, aceștia veneau din alte localități din Banat, precum Seceani, Iecea, Gottlob, Săcălaz. Deja în 1821, în ciuda plecării definitive a sârbilor cu 10 ani în urmă, Dolațul număra 586 de locuitori. Localitatea a prosperat, astfel că, la 1894, numărul locuitorilor ajunsese la 1.274 - majoritari germani, dar și câteva familii de români. În 1895 a avut loc o puternică inundație care a produs pagube însemnate. În perioada interbelică s-a numit temporar Dolzești.
A făcut parte din comuna Banloc până în 2006. Prin Legea nr. 461/2006 a fost reînființată comuna Livezile, desființată în 1972, iar Dolațul s-a desprins împreună cu Livezile pentru a forma noua comună.

## Personalități locale
- Ludwig Schwarz (22 august 1925 - 2 iulie 1981), jurnalist, prozator, editor.